# Edward Glover
Edward Glover (Estados Unidos, 1 de marzo de 1885-31 de octubre de 1940) fue un atleta estadounidense, especialista en la prueba de salto con pértiga en la que llegó a ser medallista de bronce olímpico en 1906.

## Carrera deportiva
En los JJ. OO. de Atenas 1906 ganó la medalla de bronce en el salto con pértiga, quedando en el podio tras el francés Fernand Gonder (oro) y el sueco Bruno Söderström (plata). 